# Rancho Solano
Rancho Solano är en ort i Mexiko.   Den ligger i kommunen Heroica Ciudad de Huajuapan de León och delstaten Oaxaca, i den sydöstra delen av landet, 230 km sydost om huvudstaden Mexico City. Rancho Solano ligger 1 777 meter över havet och antalet invånare är 340.
Terrängen runt Rancho Solano är kuperad. Runt Rancho Solano är det ganska glesbefolkat, med 24 invånare per kvadratkilometer. Närmaste större samhälle är Ciudad de Huajuapan de León, 4,0 km öster om Rancho Solano. I omgivningarna runt Rancho Solano växer huvudsakligen savannskog.